# Ascaphus truei
Espèce
Synonymes
- Ascaphus truei californicus Mittleman & Myers, 1949

Statut de conservation UICN

 LC  : Préoccupation mineure
Ascaphus truei, la Grenouille-à-queue côtière, est une espèce d'amphibiens de la famille des Ascaphidae.

## Répartition et habitat
Cette espèce se rencontre dans l'ouest de l'Amérique du Nord :
- dans le sud-ouest du Canada dans le sud-ouest de la Colombie-Britannique ;
- dans le nord-ouest des États-Unis dans le nord de la Californie, dans l'ouest de l'Oregon et dans  l'ouest du Washington.

Elle est aquatique, vivant dans les cours d'eau et dans la végétation riparienne. Après une forte pluie, cette espèce peut aller dans les bois. L'eau doit rester fraiche même en été et la sédimentation doit être faible,.
Les crapauds-trompettes de l’Ouest sont des amphibiens semi-aquatiques qui se trouvent principalement le long de la côte pacifique de l’Amérique du Nord. Leur répartition s’étend depuis la Californie du Nord, en passant par l’Oregon et l’État de Washington, jusqu’à la Colombie-Britannique, au Canada.
Ces crapauds sont étroitement associés aux écosystèmes des cours d’eau de montagne, en particulier aux ruisseaux et aux rivières à débit rapide. Ils sont adaptés à la vie aquatique et dépendent de ces habitats pour leur survie. Les cours d’eau dans lesquels ils se trouvent sont souvent situés dans des zones montagneuses et des forêts humides, caractérisées par une végétation dense, des rochers et des cascades.
Les habitats préférés d’Ascaphus truei présentent des caractéristiques spécifiques. Ils ont besoin d’eaux fraîches, bien oxygénées et en mouvement rapide, ce qui leur permet de se reproduire et de trouver de la nourriture. Les ruisseaux et les rivières où ils résident sont souvent situés dans des zones ombragées, entourées de végétation riparienne, qui offre une protection contre les prédateurs et crée un microclimat approprié.
Pour se reproduire, les crapauds-trompettes de l’Ouest cherchent des eaux peu profondes avec des substrats rocheux et des zones de turbulence, où les mâles peuvent produire leurs sons caractéristiques pour attirer les femelles. Après la reproduction, ils se déplacent souvent vers des terriers situés à proximité des ruisseaux, où ils se reposent et se protègent des conditions environnementales plus rigoureuses.
Il est important de noter que les habitats et la répartition d’Ascaphus truei peuvent être influencés par des facteurs tels que l’altitude, la disponibilité de l’eau et les conditions climatiques locales. Des efforts de conservation sont déployés pour préserver ces habitats, car les crapauds-trompettes de l’Ouest sont considérés comme une espèce vulnérable en raison de la destruction de leur habitat naturel et des perturbations causées par les activités humaines.

## Étymologie
Cette espèce est nommée en l'honneur de Frederick William True.

## Publication originale
- Stejneger, 1899 : Description of a new genus and species of discoglossoid toad from North America. Proceedings of the United States National Museum, vol. 21, p. 899-902 (texte intégral).